# Asterocheres hirsutus
Asterocheres hirsutus is een eenoogkreeftjessoort uit de familie van de Asterocheridae. De wetenschappelijke naam van de soort is voor het eerst geldig gepubliceerd in 2005 door Bandera, Conradi & López-González.